# Dylan Gissi
Dylan Gissi (Genève, 27 april 1991) is een Zwitsers voetballer met Argentijnse roots. Hij staat sinds juli 2014 onder contract bij Montpellier HSC.

## Clubcarrière
Dylan Gissi maakte zijn debuut in het profvoetbal bij Estudiantes de la Plata op 19 juni 2011 in de wedstrijd tegen Arsenal de Sarandí. Het seizoen erop werd hij verhuurd aan Club Olimpo. In juli 2014 kwam hij terecht bij Montpellier HSC. Voor die club maakte hij zijn debuut in de Ligue 1 in de wedstrijd tegen Girondins de Bordeaux.